# Monika Poliwka
Monika Poliwka (Varsovia, 1957) es una historiadora del arte polaca e hispanista afincada en España.
Licenciada en Historia del Arte por la Universidad de Varsovia, hizo su tesina de licenciatura sobre la pintura mitológica del Renacimiento español, especializándose en arte polaco y español contemporáneo. Trabajó durante los años setenta en el Museo Nacional de Varsovia y colaboró en diversos catálogos sobre monumentos patrimoniales de Polonia. Se casó con el historiador del arte español Juan Manuel Bonet y desde 1985 reside en Madrid. Ha colaborado en catálogos y exposiciones de arte (por ejemplo, la muestra Polonia fin de siglo (2003) de la Fundación Mapfre Vida de Madrid, y Bruno Schulz: El país tenebroso (2007) del Círculo de Bellas Artes de Madrid. Actualmente es gestora cultural y comisaria de exposiciones. Posee la Medalla de la República de Polonia. También ha traducido literatura infantil del polaco; por ejemplo, El rey Mateito de Janusz Korczak. 

## Obras
- Bruno Schulz: el país tenebroso, Madrid: Círculo de Bellas Artes, 2007.
- Con Juan Manuel Bonet, Un mundo construido: algunas pistas, 2011.